# Campionati italiani di sci alpino 1969
I Campionati italiani di sci alpino 1969 si svolsero a Bardonecchia dal 19 al 24 febbraio; furono assegnati i titoli di discesa libera, slalom gigante, slalom speciale e combinata, sia maschili sia femminili.

## Risultati

### Uomini

#### Discesa libera
| Pos. | Atleta               | Nazione | Tempo   |
| ---- | -------------------- | ------- | ------- |
| 1    | Stefano Anzi         | Italia  | 2:07,68 |
| 2    | Marcello Varallo     | Italia  | 2:08,80 |
| 3    | Giovanni Dibona      | Italia  | 2:09,90 |
| 4    | Enrico Demetz        | Italia  | 2:10,21 |
| 5    | Felice De Nicolò     | Italia  | 2:10,47 |
| 6    | Michele Stefani      | Italia  | 2:10,49 |
| 7    | Renato Valentini     | Italia  | 2:10,56 |
| 8    | Franco Bertod        | Italia  | 2:11,32 |
| 9    | Giuseppe Augschöller | Italia  | 2:11,63 |
| 10   | Valter Vidi          | Italia  | 2:11,79 |

Data: 24 febbraio

#### Slalom gigante
| Pos. | Atleta               | Nazione | Tempo   |
| ---- | -------------------- | ------- | ------- |
| 1    | Gerhard Mussner      | Italia  | 3:26,05 |
| 2    | Pier Lorenzo Clataud | Italia  | 3:26,51 |
| 3    | Marcello Varallo     | Italia  | 3:26,67 |
| 4    | Giuseppe Confortola  | Italia  | 3:27,26 |
| 5    | Giuseppe Compagnoni  | Italia  | 3:27,49 |
| 6    | Eberhard Schmalzl    | Italia  | 3:27,55 |
| 7    | Claudio De Tassis    | Italia  | 3:27,88 |
| 8    | Felice De Nicolò     | Italia  | 3:29,19 |
| 9    | Enrico Demetz        | Italia  | 3:29,21 |
| 10   | Bruno Piazzalunga    | Italia  | 3:29,38 |

Data: 19 febbraio

#### Slalom speciale
| Pos. | Atleta               | Nazione | Tempo   |
| ---- | -------------------- | ------- | ------- |
| 1    | Pier Lorenzo Clataud | Italia  | 1:36,91 |
| 2    | Felice De Nicolò     | Italia  | 1:37,39 |
| 3    | Claudio De Tassis    | Italia  | 1:38,32 |
| 4    | Eberhard Schmalzl    | Italia  | 1:38,43 |
| 5    | Bruno Piazzalunga    | Italia  | 1:39,08 |
| 6    | Enrico Demetz        | Italia  | 1:39,71 |
| 7    | Renato Valentini     | Italia  | 1:39,66 |
| 8    | Ilario Pegorari      | Italia  | 1:40,32 |
| 9    | Giovanni Dibona      | Italia  | 1:40,48 |
| 10   | Furio Brigadoi       | Italia  | 1:40,68 |

Data: 23 febbraio

#### Combinata
| Pos. | Atleta            | Nazione |
| ---- | ----------------- | ------- |
| 1    | Felice De Nicolò  | Italia  |
| 2    | Eberhard Schmalzl | Italia  |
| 3    | Enrico Demetz     | Italia  |

Data: 19-24 febbraio

Classifica stilata attraverso i piazzamenti ottenuti
in discesa libera, slalom gigante e slalom speciale

### Donne

#### Discesa libera
| Pos. | Atleta           | Nazione |
| ---- | ---------------- | ------- |
| 1    | Giustina Demetz  | Italia  |
| 2    | Clotilde Fasolis | Italia  |
| 3    | Evi Pitscheider  | Italia  |

#### Slalom gigante
| Pos. | Atleta               | Nazione |
| ---- | -------------------- | ------- |
| 1    | Clotilde Fasolis     | Italia  |
| 2    | Glorianda Cipolla    | Italia  |
| 3    | Marisella Chevallard | Italia  |

#### Slalom speciale
| Pos. | Atleta           | Nazione |
| ---- | ---------------- | ------- |
| 1    | Clotilde Fasolis | Italia  |
| 2    | Giustina Demetz  | Italia  |
| 3    | Roselda Joux     | Italia  |

#### Combinata
| Pos. | Atleta            | Nazione |
| ---- | ----------------- | ------- |
| 1    | Clotilde Fasolis  | Italia  |
| 2    | Giustina Demetz   | Italia  |
| 3    | Glorianda Cipolla | Italia  |

Classifica stilata attraverso i piazzamenti ottenuti
in discesa libera, slalom gigante e slalom speciale